# Цахкасар
Цахкасар (арм. Ծաղկասար) — село в Арагацотнской области Армении.

## География
Село расположено в западной части марза, на расстоянии 61 километра к северо-западу от города Аштарак, административного центра области. Абсолютная высота — 1990 метров над уровнем моря.
Климат
Климат характеризуется как умеренно холодный, влажный (Dfb в классификации климатов Кёппена). Среднегодовая температура воздуха составляет 4,7 °C. Средняя температура самого холодного месяца (января) составляет −8,6 °С, самого жаркого месяца (августа) — 16,8 °С. Расчётная многолетняя норма атмосферных осадков — 494 мм. Наибольшее количество осадков выпадает в мае (86 мм).

## Население
По данным «Сборника сведений о Кавказе» за 1880 год в селе Пиртикенд (Пиртикан) Александропольского уезда по сведениям 1873 года было 27 дворов и проживало 214 человек, в основном армянской национальности ("народности") и армяно-григорианского вероисповедания. В селе находились развалины деревни Богутлу.
По данным Кавказского календаря на 1912 год, в селе Пиртикян Александропольского уезда проживало 357 человека, в основном армян.
| Год переписи | Население          | Население          | Население          | Население            | Население            | Население            |
| Год переписи | Наличное население | Наличное население | Наличное население | Постоянное население | Постоянное население | Постоянное население |
| Год переписи | Всего              | Мужчины            | Женщины            | Всего                | Мужчины              | Женщины              |
| ------------ | ------------------ | ------------------ | ------------------ | -------------------- | -------------------- | -------------------- |
| 2001         | 87                 | 39                 | 48                 | 112                  | 54                   | 58                   |
| 2011         | 70                 | 30                 | 40                 | 71                   | 31                   | 40                   |